# 汪寿华旧居

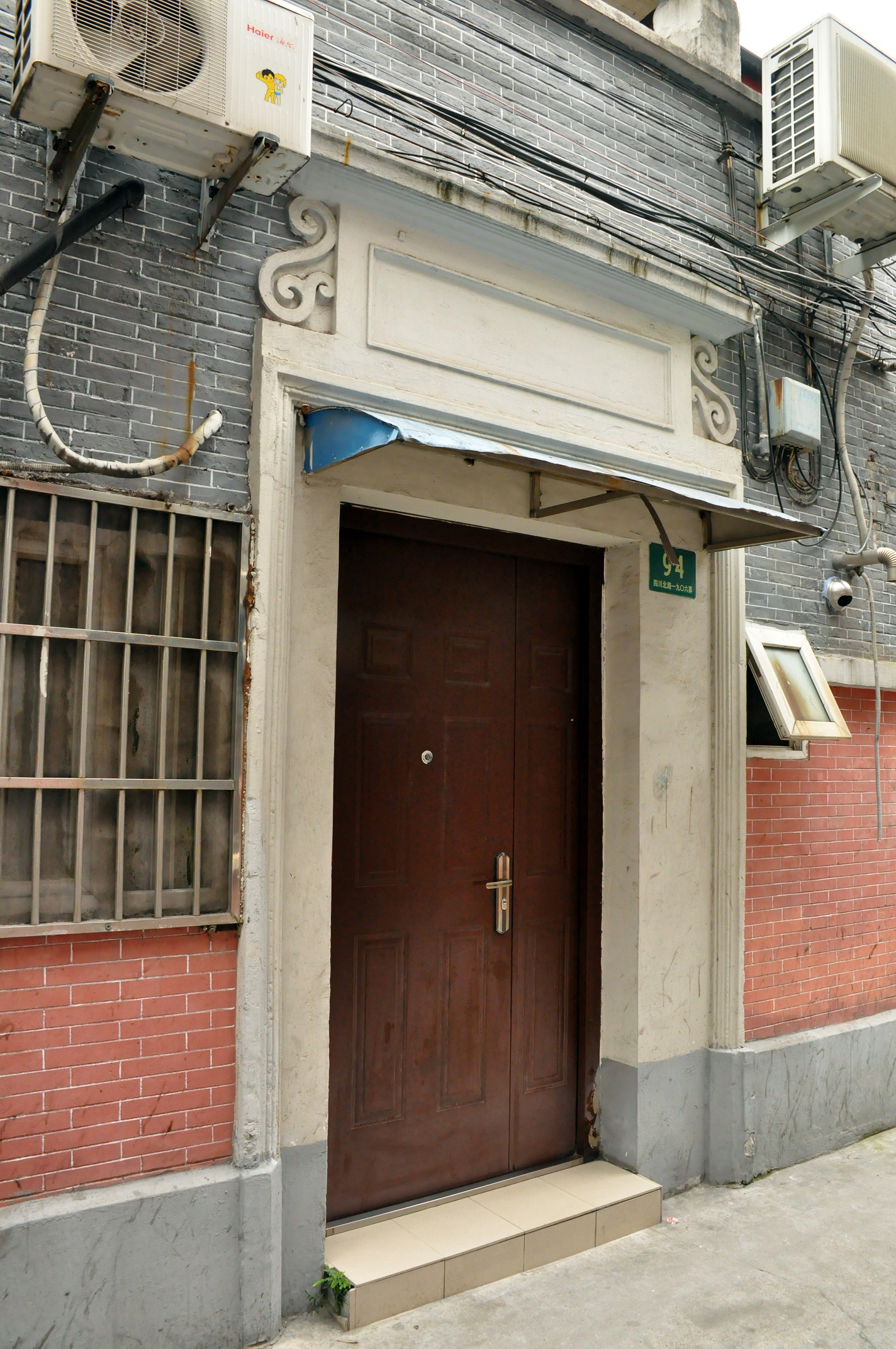

汪寿华旧居是中国上海市的一座历史建筑，位于虹口区四川北路街道四川北路1906弄（余庆坊）94号。此处曾为汪寿华旧居。
2003年，汪寿华旧居被列为虹口区登记不可移动文物。